# مانويل باردو
مانويل باردو (بالإسبانية: Manuel Pardo y Lavalle)‏ (و. 1834 – 1878 م) هو سياسي، وعالم اقتصاد من بيرو ولد في ليما.
تولى منصب رئيس بيرو (1872-08-02–1876-08-02) .

## التعليم
تعلم في جامعة برشلونة، وكوليج دو فرانس.

## روابط خارجية
- مانويل باردو على موقع الموسوعة البريطانية (الإنجليزية)